# Grytlapp

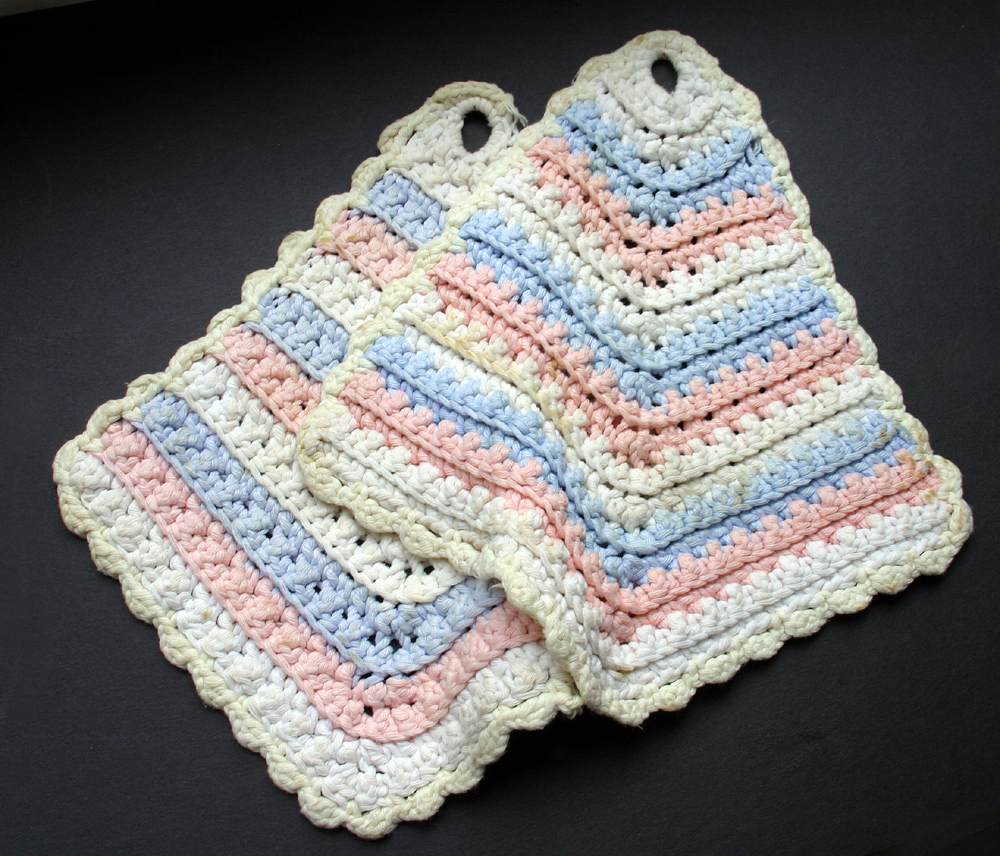
Virkade grytlappar

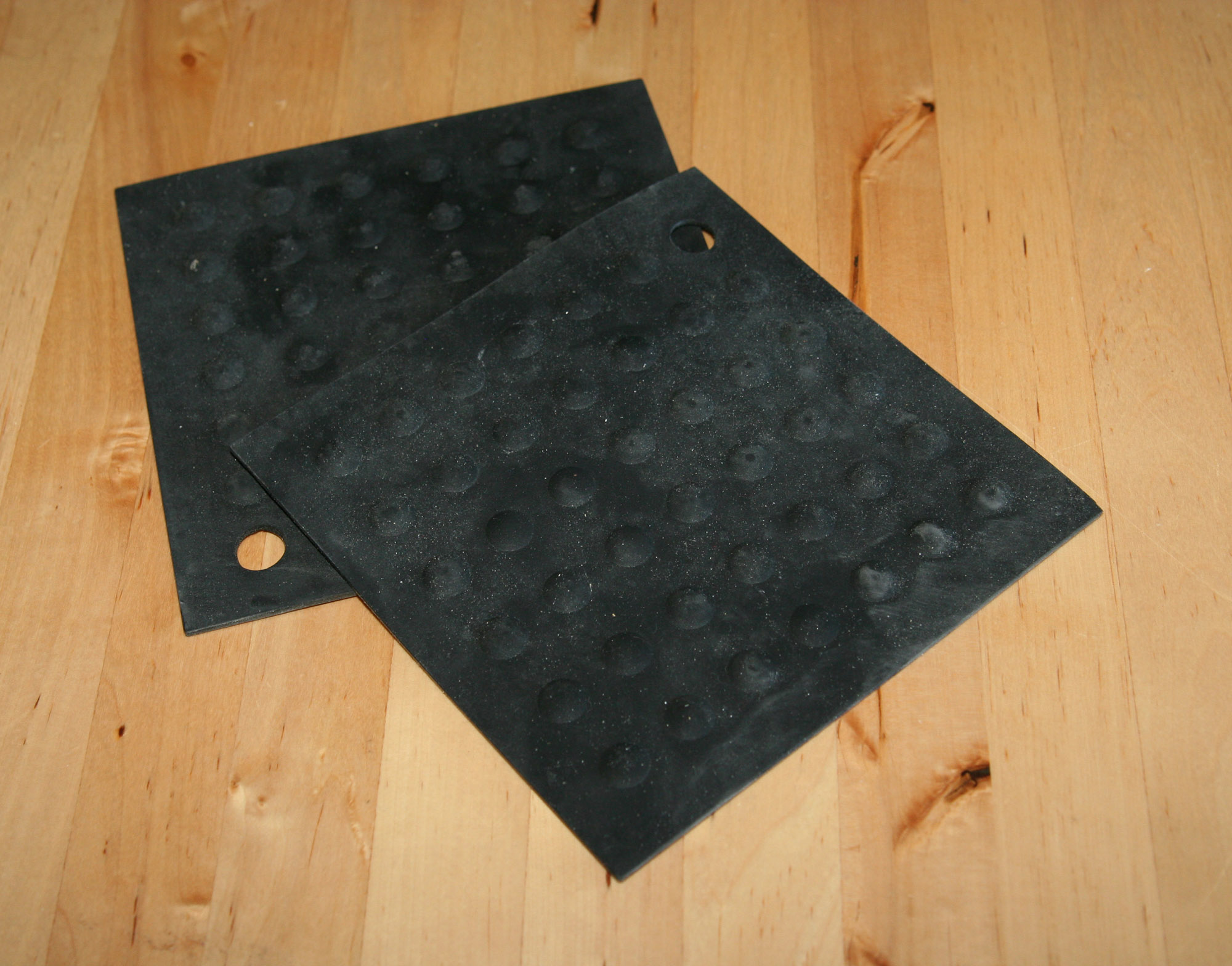
Grytlappar av gummi

En grytlapp, även kallad pannlapp, är ett skydd för händerna när man hanterar heta kärl i köket.
Traditionellt är grytlappar virkade, men idag finns det flera olika sorters grytlappar i handeln, vanligen av tyg med vaddering, men även av till exempel gummi.
Grytlappar är ofta i par, en för varje hand.
Ett alternativ till grytlapp är ugnshandske.